# Carroll S. Page
Carroll S. Page (Westfield, 1843. január 10. – Hyde Park, 1925. december 3.) az Amerikai Egyesült Államok szenátora (Vermont, 1908–1923).